# الألعاب الأولمبية الصيفية 1900
الدورة الثانية أقيمت في العاصمة باريس خلال فترة من 14 مايو حتى 28 أكتوبر. لم تقم لهذه الدورة مراسم افتتاح أو مراسم اختتام لأنها كانت جزء من معرض دولي كان في باريس. هذه الدورة كانت فريدة ومميزة لاحتوائها على رياضات كانت حكرا عليها ولم تتكرر في الدورات الأولمبية السابقة أو اللاحقة كسباق السيارات والدراجات النارية بالإضافة إلى الكريكت والغوص تحت الماء. وكانت الدورة الأولمبية الوحيدة في التاريخ التي تم فيها استخدام حيوانات حية كأهداف للرماية، وأخيرا كانت الدورة الأولمبية الأولى التي شاركت فيها المراة. شارك في الدورة 977 لاعبا منهم 6 لاعبات، وانتزعت البريطانية شارلوت كوبر ذهبية التنس وكانت أول بطلة أولمبية، ومما يذكر أن لعبة البولو أُدرجت في هذه الدورة، كما أُدرجت كرة القدم لأول مرة، ومن نجوم الدورة الأمريكي ألفين كرانزلاين الذي فاز بأربعة ألقاب في ألعاب القوى في سباقات الـ 60 والـ 110 والـ 220 متر حواجز والقفز الطويل، ومواطنه راي إيفري الذي نال 3 ذهبيات في القفز العالي والطويل والثلاثي.

## قائمة الميداليات
| ميداليات الألعاب الأولمبية الصيفية 1900 |                            |       |      |         |       |
| الترتيب                                 | الدولة                     | ذهبية | فضية | برونزية | مجموع |
| 1                                       | فرنسا                      | 26    | 41   | 34      | 92    |
| 2                                       | الولايات المتحدة الأمريكية | 19    | 14   | 14      | 47    |
| 3                                       | المملكة المتحدة            | 15    | 6    | 9       | 30    |
| 4                                       | فريق من عدة دول            | 6     | 3    | 3       | 12    |
| 5                                       | سويسرا                     | 6     | 2    | 1       | 9     |
| 6                                       | بلجيكا                     | 5     | 5    | 5       | 15    |
| 7                                       | ألمانيا                    | 4     | 2    | 2       | 8     |
| 8                                       | إيطاليا                    | 2     | 1    | 0       | 3     |
| 9                                       | أستراليا                   | 1     | 3    | 2       | 6     |
| 10                                      | الدنمارك والمجر            | 1     | 3    | 2       | 6     |

## المسابقات
كانت دورة الأولمبياد الصيفية مُكوّنة من 85 رياضة و 20 تخصص و 19 لعبة مختلفة. تم إزاله لعبة المصارعة ورفع الأثقال منذ دورة الأولمبياد في 1896 في حين تم إضافة 13 لعبة جديدة. واعتبرت السباحة وكرة الماء إثنين من التخصصات في رياضة واحدة من الرياضيات المائية في سباق الأولمبياد.
| - الرماية - ألعاب القوى - الكريكيت - الكروكيه - ركوب الخيل - سباق الدراجات - مبارزة - كرة القدم - الجولف | - الجمباز - الغطس - التجديف - الإبحار - السباحة - التنس - شد الحبل - بولو - كرة الماء |

الألعاب الأولمبية الصيفية عام 1900, هي الدورة الثانية للألعاب الألومبية الصيفية منذ إنشائها عام 1896. وقد أُقيمت في باريس من 14 مايو إلى 18 أكتوبر عام 1900. أرادت فرنسا أن تستمر دورات الألعاب الأولمبية في بلدها لكن لجنة الألعاب المنظمة قررت أن كل دورة يتم إقامتها في مكان مختلف. تم افتتاح الأولمبباد في باريس بالتزامن مع افتتاح المعرض العالمي عام 1900.اشترك 997 متسابق في 19 لعبة مختلفة وهذه الدورة هي أول دورة تشارك فيها النساء، والبحارة هيلين دي بورتيليه هيلين دي بورتاليس (بحارة أولمبية) أول فائزة من النساء ببطولة الأولمبياد وكانت كرة القدم هي أول مسابقة. وتلك الدورة هي دورة الألعاب الأولمبية الوحيدة ضمن دورات الأولمبية التي أقيمت. والجدير بالذكر أن لم يكن بهذه الدورة حفل افتتاح أو حفل اختتام.كما أن معظم الفائزين لم يتلقوا ميدليات بل تم إعطائهم كؤؤس وجوائز. تنافس المحترفون في المبارزة وألبرت روبت أيادألبير جان لويس أيات فاز بالسيف للهواة والمحترفين وفاز ب 300 فرانك.وكان هناك بعض الأحداث الغريبة التي أُقيمت في تلك الدورة فقط مثل سباق السيارات والموتسكيلات والنفخ والكريكت والكروكيت والكرة الباسك و200 متر سباق سباحة وسباحة تحت الماء. وكانت أيضاً الدورة الوحيدة التي يتم استخدام حيوانات حية (البطريق) كهدف للرماية.

## التنظيم
```
أفٌتتحت الأولمبياد الصيفية كجزء من المعرض العالمي في باريس 
المعرض الدولي
. كان من المتوقع أن أن يقدم البارون كويرتين Baron de Coubertin مقترح يساعد على تغيير نظره الشعب إلى الأولمبياد ومن خلال هذه الدورة تم لإعادة ترميم ملعب الأولميباد التاريخي ووضع تماثيل به وعمل ملاعب وصالات رياضية. وعلى العكس رأي المسؤول عن المعرض العالمي 
World's Fair1900
 ألفرد بيكارد Alfred Picard أن إقامه مسابقة رياضية ضخمة في معرض عالمي كبير مثل المعرض العالمي ماهو إلا رجعية وتخلّف. وعندما طلب البارون كويرتين Baron de Coubertin من بيكارد Alfred Picard إعطائه فرصة تجنب طلبه ولم يحدث شيء آخر في هذا الأمر. ومن أجل تنظيم الألعاب الأولمبية، نٌظمت لجنة مؤقتة مكوّنة من بضع إداريين رياضيين. واشتملت الدورة على سباقات 
المضمار والميدان
 
السباحة
 
كرة الماء
 
الصارعه
 
الجماز
 
الملاكمة الفرنسية
 
التجديف في اليحر و النهر
 
رياضة إنقاذ الحياه
 
الغوص
 
الرماية
 
رفع الأثقال
 
التجديف
 
الغوص
.أعربت العديد من الجامعات والنوادي الرياضيه الأمريكية في تكوين فريق مثل إنجلترا وإيرلندا. كما أن بعض اللاعبين من روسيا واسترليا عقدوا العزم على السفر إلى باريس. وفي سبتمبر 1898 أعلن اتحاد 
```

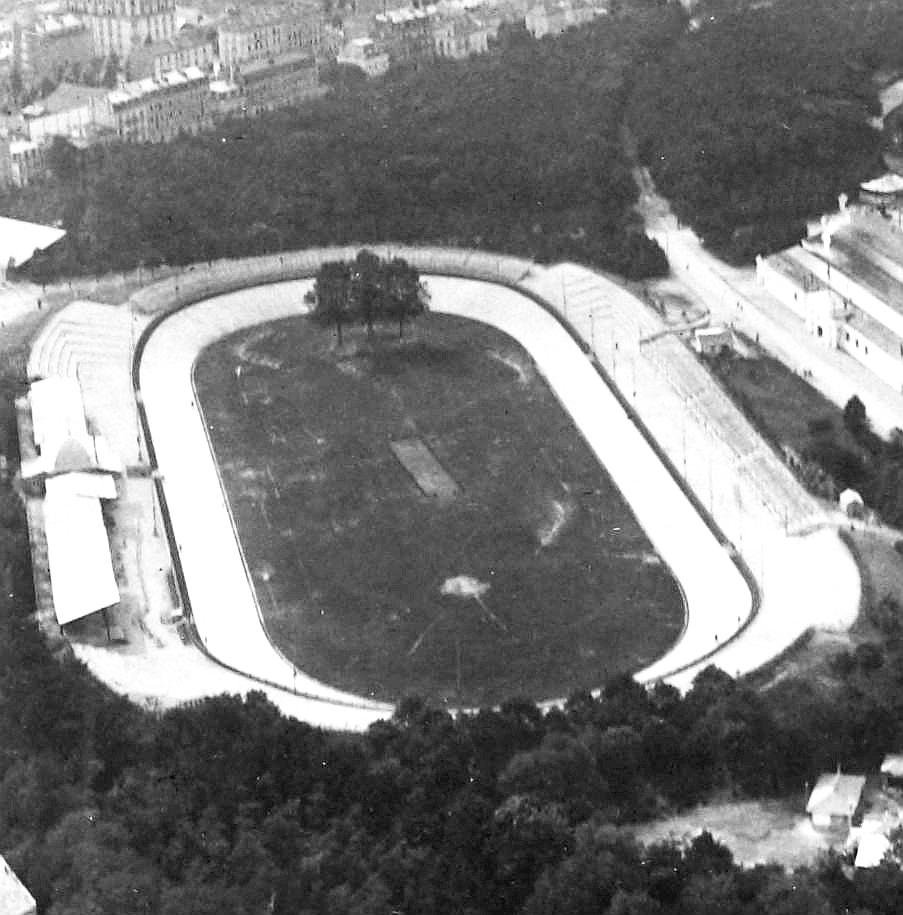
ملعب Vélodrome de Vincennes

الجمعيات الفرنسية للرياضة والرياضيين اتحاد الجمعيات الفرنسية للرياضة و الرياضيين أو USFSA عن أن سيكون لها الحق الحصري لأي رياضة نظمت خلال اليوم العالمي. وكان ذلك تهديد فارغ للفنكونت شارلز روشفكلاد Viscount Charles de La Rochefoucauld ولكنه بدلا من إقحام نفسه في معترك سياسي قام باتخاذ خطوه إلى الخلف. وكان السكرتير العام بارون دو كوبرتان Baron de Coubertin قد تدخّل في شؤون إدارة المسابقة لذلك تلقى جوايًا بطلب عدم التدخل في هذا الأمر. وبعد فترة وجيزة أصدر تصريح «أنا أستسلم.. [لم أكن على صواب منذ البداية عنما فعلت ذلك»
وفي عام 1900 تركت لجنة الألعاب الأولمبية مسألة تنظيم المعرض العالمي وجميع الألعاب المتعلقة به إلى لجنة تنظيم جديدة. وفي فبراير 1899 قام رئيس المنظمة ألفرد بيكارد بتعيين دانيال ميرنون -Daniel Mérillon رئيس جمعية الرماية الفرنسية- كرئيس للمنظمة الجديدة.ثم قام ميرنون بعمل جدول مختلف تمامًا لدورة الأولمبياد وكانت النتيجة أن معظم اللاعبين الذين سُمح لهم بالمشاركة في المنافسة وفقًا للبرنامج القديم قد انسحبوا كما أنه رفض التعاون مع اللجنة الجديدة.
وما بين شهر مايو وأكتوبر عام 1900 قامت اللجنة المنظمة بافتتاح عدد ضخم من الألعاب الرياضية للمعرض العالمي بباربس. وفي ذلك الوقت كان استخدام كلمة «الأولمبياد» شيء نادر جدٌا. وبدلٌا من هذه الكلمة اُستخدمت كلمات «الألعاب الرياضية الدولية والتنافس الدولي» (oncours internationaux d'exercices physiques et de sport)وذلك في التقرير الرسمي للألعاب الرياضية في اليوم العالمي وذلك عام 1900. وفي الإعلام تم استخدام عده أسماء منها «البطولة الدولية» «بطولة باريس» «البطولة العالمية».
وفي يومُا ما قال دي كوبرتان لأحد أصدقائه «أنها معجزة أن الأولمبياد أنقذت ذلك المعرض العالمي».

### عنواين رئيسية

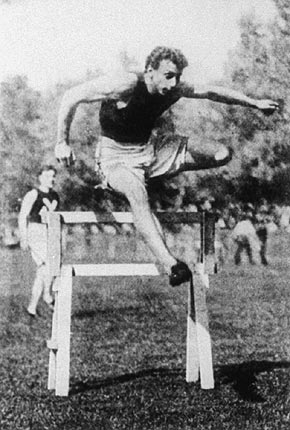
ألفين كرانزين الفائز بسباق ال60 متر و 110 متر حواجز وسباق ال200 متر

- نظمت هذه الأولمبياد لجنة اللألعاب الأولمبية الدولية برئاسة بير دي كوبرتان.
- ألفين كرانزينAlvin Kraenzlein أمريكي الجنسية هو الذي فاز بسباق ال60 متر و 110 متر حواجز وسباق ال200 متر حواجز وفاز أيضُا بسباق القفزة الطويلة (وكان واحد من أصل اثنين فازوا بهذه المسابقات ولكن تم استبعاده من المسابقة بعد دورة 1904.
- شارلوت كوبر Charlotte Cooper بعد فوزها ببطوله التنس الفردي أصبحت الفتاة الثانية التي تحصد بطولة في بطولات الأولمبياد. وبعد ذلك حصلت على ميدالية الزوجي المشترك وبذلك حصلت علي ميداليتين.
- وفي سباق المارثون اعترض عدائون من أمريكا على النتجية بسبب أن الفرنسي الذي حصل علي المركز الثاني قد أخذ طريق مختصر وجاءوا بدليل على كلامهم حيث أن ملابسه تكن مغطاه بالطين.

## تلخيص عام للمسابقات

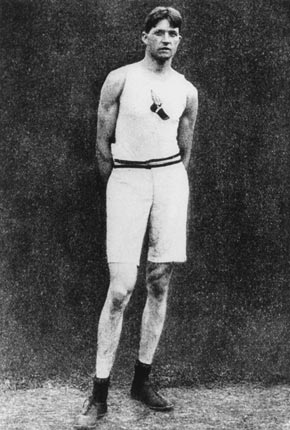
راي ايري الفائز بلعبه الوثب العالي

بشكل عام كان مستوى المسابقات متنوع. فبالرغم من أن مستوى المضمار ومسار السباق لم يكن جيد إلا أن الفريق الأمريكي الرياضي الجامعي استطاع بقوته البدنية أن يخطف الأنظار ويقدم منافسة بمستوى عالي. أما بالنسبة للتنس فكان كل الفائزين بالميداليات الذهبية من الفائزين ببطولة ويمبلدون Wimbledon . أما عن السباحة والمبارزة فكان مستواها جيد إلى حدٍ ما. والأكثر من ذلك كانت هناك بعض المسابقات القليلة التي تقوم للنخبة من المجتمع والني تم التنافس فيها بأفضل المتسابقين. وعلى صعيد آخر كان هناك بعض المسابقات التي كان ضعيفة جدًا في الجودة والمستوى. والجدير بالذكر أنه اشترك أكثر من عشرة دول فقط في السباحة والمبارزة.

### الرماية
أن تاريخ لعبة الرماية في الأولمبياد الصيفية مُربك إلى حد كبير. فحاليّاً قامت لجنة الأولمبياد الدولية بوضع قائمة بستة مسابقات في الرماية لكنها تستحق أن تعبر مثلها مثل الألعاب ذات الثمان مسابقات في تاريخ الأولمبياد. رسميًا الستة مسابقات يشترك فيها حوال 150 متسابق لكن في دورة الأولمبياد الصيفية هذه تم رفع عدد المتسابقين إلي 5000 متسابق. وسجل بلجيان هوبرت فان إينس Belgian Hubert Van Innis ميداليتان ذهبيتان وواحدة فضية وكسر الرقم بعد عشرين عامًا في أولمبياد انتويرب Antwerp

### ألعاب القوى
أقيمت ألعاب القوى في «راسين كلب دي فرانس» Racing Club de France في ملعب كرويس كاتليدين Croix-Catelan stadium
ولم يكن هناك مسار مجهز بل كان طريق مليء بالعشب والأشجار. وأقيمت مسابقات للمحترفين وأقيمت أيضًا مجموعة مسابقات للجري بالحواجز.

#### سباقات العدو السريع
من ضمن سباقات ال 400 وأكثر التي أقيمت احتلت الولايات المتحدة وحدها 13 ال بطولة من ضمن 21 مسابقة. حاز المتسابقون من جامعة كولومبيا Columbia University وجامعة برنيستون Princeton University وجامعة بنزفيلا University of Pennsylvania على الميداليات الذهبية. وفي الحقيقة كان من هؤلاء النجوم طالبان من كلية طب أسنان جامعة فنزويلا. ومن هؤلاء الإثنين ألفين كزيلين Alvin Kraenzlein الذي حاز وحده على أربعة ميداليات فردية ذهبية لم يتكرر ذلك العدد من البطولات حتى الآن. بينما حصد والتر توكسبري على خمسة ميداليات من ضمنها اثنتان ذهبيتان.

#### الماراثون
يعتبر الماراثون من أكثر المسابقات التي كان بها نوعًا من المفاجئات والذي بدأ وانتهى في بوا دو بولونجBois de Boulogne. أقيم المارثون بماحاذة سور المدينة القديم ولأن مسار الماراثون لم يحدد بشكل جيد كان المتسابقون دائما ما يفقدون الطريق ويسلكون طريق خاطئ لذلك قبل الإستمرار في هذا الطريق الخاطئ كان ينسحبوا. وكان هناك أجزاء من الماراثون كان يجب على المتسابقين التعامل مع إعاقات السيارات والدراجات والحيوانات لهم. فاز الأمريكي آرثر تيوتن Arthur Newton بالمركز الخامس إلا أنه قد قيل أنه لم يرهُ المتسابقين ولو مرة واحدة. هناك أمريكي آخر يُدعى ريتشارد جراند Richard Grant أدعي أن دراجين قد ضربوه وطرحوه أرضًا. أما بالنسبة لفرنسا فقد اُمتلأت فخراً عندما قام ميششل تيتو Michel Théato بعبور خط النهاية قامت الفرقة العسكرية بضرب الطبول وغناء الأغنية الثورية لا ميسريل La Marseillaise. ولكن الغريب أن الأبحاث الحديثة أثبتت أن تينو ولد في لزمبورج Luxembourg (ألمانيا)وحافظ على كونه ألمانيّاً طيلة حياته.

#### الأحداث الميدانية
المجري روبف بور Rudolf Bauer قا>ق الرمي هو الوحيد الذي لم يكن أمريكيًا وحصل على ميدالية ذهبية. فالأداء المذهل الذي أداه كلا من الأمريكين راي يوري Ray Ewry وابفينج باكستر Irving Baxter جعل احتكار أمريكا للميداليات في الأحداث الميدانية أكثر وضوحاً من مسابقات الجري. حيث بدأ راي أيرويRay Ewry مشواره الأولمبي باكتساح ثلاث مسابقات أما باكستر حصل على المركز الثاني لثلاث مرات وكسب كلا من الوثب العالي والقفز بالزانه. مير بيرستين Meyer Prinstein هو أول يهودي يفوز بميدالية ذهبية في القفزة الثلاثية.

#### الكريكت

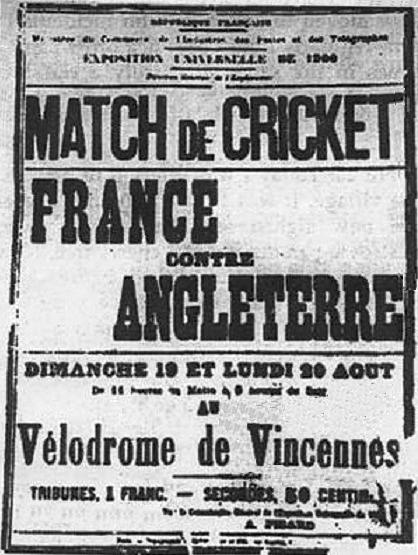
ملصق الإعلاني لمباراة الكريكت الوحيدة في الأولمبياد

بعد انسحاب فريق هولندا وبلجيكا من المسابقة، أصبح هناك فريقان فقط مشتركين في هذه اللعبة؛ فريق من نادي البيون للريكيت وواحد آخر من فريق نادي الألعاب الرياضية القياسية. أغلب الفريقان مكونان البريطانيين المغتريبن ولعبوا مع الفريق القادم من شمال إنجلترا. ولم يكن جواله الديفون Devon والسومرست Somerset سوي (طلاب مدرسة بلدلس Blundells School وأعضاء نادي الكاسيل كاري للكريكت). ولم يكن هناك غير اللاعبين منتاجو تولر Montagu Toller وألفريد بورمان Alfred Bowerman المؤهلين للعب مع فريق السومرست في بلده. لعب الفريق أمام حشد صغير في ملعب فيلدروم دي فينسس Vélodrome de Vincennes . قام اللاعب ألفرد بعمل غلطة بلهاء أدت إلى تقدم الفريق الزائر والوقت على وشك النفاذ. فلو استطاع الفرنسيون الصمود لمدة خمس دقائق أخرى لكانوا استطاعوا الحصول على التعادل. طريقة هذه اللعبة وعلمها كان سيضيع لولا حكمة جون سيمس John Symes عضو في فريق النصر والذي كتب سر اللعبة في كتاباته.